# زونگ رن
زونگ رِن(چینی:外丙) زاده شده با نام زی یونگ(چینی:子庸) بر اساس سنت چینی، شاهی بود از شاهان دودمان شانگ؛ اما بر پایه یافته های باستانشناسی اخیر، او را افسانه می دانند. سیما چیان، تاریخنگار و نویسنده هان، در کتاب شیجی، او را سومین شاه شانگ دانسته است که پس از پدرش تانگ(چینی:唐) و برادر بزرگترش وئی بینگ(چینی: 外丙) او در سال دینگچاو(چینی) با یی یین به عنوان نخست وزیر(چینی:伊尹) در تختگاه بو(چینی:亳) به شاهی نشست. وی 4 سال فرمان راند، و پس از مرگ به وی نام زونگ رن(چینی:仲壬) داده شد. وی تا زمان مرگ فرمانروا بود؛ پس از وی تای جیا به حکمرانی رسید. نوشتن و کنده کاری بر استخوان و لاک لاک پشتان، جیا گو ون که در یینگسو کشف شده است، از زونگ رن در ردیف شاهان شانگ نام نمی‌برد.